# Centralny Zarząd Gorzelni Rolniczych
Centralny Zarząd Gorzelni Rolniczych – jednostka organizacyjna Ministerstwa Przemysłu Rolnego i Spożywczego, powołana w celu sprawowania kierownictwa i prowadzenie we własnym zakresie gorzelni i przedsiębiorstw gorzelniczych oraz koordynacji i nadzoru planów produkcyjnych wszystkich gorzelni rolniczych.

## Działalność
Na podstawie zarządzenia Ministra Przemysłu Rolnego i Spożywczego z 1950 r. w sprawie utworzenia przedsiębiorstwa państwowego pod nazwą: „Centralny Zarząd Gorzelń Rolniczych” ustanowiono Zarząd. Powołanie zarządu pozostawało w ścisłym związku dekretem z 1947 r. o tworzeniu przedsiębiorstw państwowych.
Nadzór państwowy nad Zarządem sprawował Minister Przemysłu Rolnego i Spożywczego.
Centralny Zarząd Gorzelni Rolniczych utworzony został jako przedsiębiorstwo państwowe, prowadzone w ramach narodowych planów gospodarczych oraz według zasad rozrachunku gospodarczego.
Przedmiotem działalności Zarządu było:
- ogólne kierownictwo i prowadzenie we własnym zakresie gorzelni i przedsiębiorstw gorzelniczych ustalonych przez Ministra Przemysłu Rolnego i Spożywczego w porozumieniu z Ministrem Rolnictwa i Reform Rolnych,
- koordynacja i nadzór planów produkcyjnych wszystkich gorzelni rolniczych.

Przy Zarządzie powołana była Rada Nadzoru Społecznego, której zakres działania, sposób powoływania i odwoływania jej członków, organizację i sposób wykonywania powierzonych czynności określi rozporządzenie Rady Ministrów.
Rada Nadzoru Społecznego miała charakter niezależnego organu nadzorczego, kontrolnego oraz opiniodawczego, podlegającego w swej działalności nadzorowi Prezydium Krajowej Rady Narodowej.
Centralny Zarząd prowadził i reprezentował dyrektor naczelny samodzielnie.
Dyrektor naczelny zarządzał Zarządem przy pomocy podległych mu dwóch zastępców.
Dyrektora naczelnego oraz zastępców dyrektora naczelnego powoływał i zwalniał Minister Przemysłu Rolnego i Spożywczego.
Do ważności zobowiązań, zaciąganych przez Zarząd, wymagane było współdziałanie:
- dyrektora naczelnego łącznie z zastępcą dyrektora naczelnego lub pełnomocnikiem w granicach jego pełnomocnictwa,
- dwóch zastępców dyrektora naczelnego łącznie w powierzonym im zakresie pracy,
- zastępcy dyrektora naczelnego łącznie z pełnomocnikiem w granicach jego pełnomocnictwa,
- dwóch pełnomocników łącznie w granicach ich pełnomocnictw.